# Зіленд (Мічиган)
Зіленд (англ. Zeeland) — місто (англ. city) в США, в окрузі Оттава штату Мічиган. Населення — 5719 осіб (2020).

## Географія
Зіленд розташований за координатами 42°48′51″ пн. ш. 86°0′51″ зх. д. / 42.81417° пн. ш. 86.01417° зх. д. (42.814244, -86.014255).  За даними Бюро перепису населення США в 2010 році місто мало площу 7,80 км², з яких 7,75 км² — суходіл та 0,05 км² — водойми.

## Демографія
Згідно з переписом 2010 року, у місті мешкали 5504 особи в 2246 домогосподарствах у складі 1426 родин. Густота населення становила 706 осіб/км².  Було 2446 помешкань (314/км²).
Расовий склад населення:
| - 93,8 % — білих - 1,3 % — азіатів - 1,1 % — чорних або афроамериканців - 0,4 % — корінних американців - 1,3 % — осіб інших рас |

До двох чи більше рас належало 2,1 %. Частка іспаномовних становила 6,4 % від усіх жителів.
За віковим діапазоном населення розподілялося таким чином: 25,4 % — особи молодші 18 років, 51,9 % — особи у віці 18—64 років, 22,7 % — особи у віці 65 років та старші. Медіана віку мешканця становила 38,8 року. На 100 осіб жіночої статі у місті припадало 81,2 чоловіків;  на 100 жінок у віці від 18 років та старших — 76,2 чоловіків також старших 18 років.
Середній дохід на одне домашнє господарство  становив 54 954 долари США (медіана — 40 733), а середній дохід на одну сім'ю — 70 336 доларів (медіана — 51 716). Медіана доходів становила 41 736 доларів для чоловіків та 36 991 долар для жінок. За межею бідності перебувало 10,7 % осіб, у тому числі 18,3 % дітей у віці до 18 років та 14,3 % осіб у віці 65 років та старших.
Цивільне працевлаштоване населення становило 2609 осіб. Основні галузі зайнятості: виробництво — 28,0 %, освіта, охорона здоров'я та соціальна допомога — 21,0 %, роздрібна торгівля — 12,5 %, мистецтво, розваги та відпочинок — 9,0 %.